# George F. Houston
George Fleming Houston (11 de enero de 1896 – 12 de noviembre de 1944) fue un actor cinematográfico y cantante estadounidense especializado en la actuación en cine western de serie B. 

## Primeros años y Primera Guerra Mundial
Nacido y criado en Hampton, Nueva Jersey, sus padres eran Thomas y Margaret Fleming Houston. Su padre, escocés y ciego desde un accidente sufrido en la infancia, fue un importante pastor presbiteriano llamado, respetuosamente, "el evangelista ciego". George Houston acudía a los servicios de su padre, y aprendió a cantar en los mismos. 
Estudió en la Blair Academy, en Nueva Jersey, donde practicó atletismo, y posteriormente acudió al "Institute of Musical Art", nombre original de la que más adelante sería la Academia Juilliard. 
Houston se sumó al Ejército de los Estados Unidos durante la Primera Guerra Mundial, sirviendo en Francia en el seno de la 17 División Francesa, en el servicio de ambulancias. Su servicio militar abarcó desde el 5 de junio de 1917 hasta el 12 de abril de 1919.
En 1923 empezó estudios en la Escuela de Música de Eastman en Rochester (Nueva York). Houston consiguió primeros papeles como bajo en óperas como Boris Godunov y Fausto, bajo la dirección de Vladimir Rosing. Miembros de la ópera de Rosing  crearon la American Opera Company, viajando por los Estados Unidos y Canadá con éxito durante varios años, hasta que la Gran Depresión frenó la empresa en 1930. Entre los puntos culminantes de la carrera como cantante de Houston se incluyen una interpretación de Carmen junto a Mary Garden, una temporada en el Teatro Guild de Broadway, y una actuación para el Presidente Calvin Coolidge en Washington D. C. en diciembre de 1927.

## Carrera interpretativa
Tras algún trabajo teatral en Broadway, Houston se sintió atraído por Hollywood a principios de la década de 1930. Consiguió papeles en seis filmes, pero en ninguno de ellos debía cantar, y todos eran de pequeña entidad. Tras finalizar el último film, se encontró en paro. 
En 1935, una pequeña productora, Grand National Pictures, contrató a Houston para interpretar el papel principal del film de 1936 Captain Calamity, y después actuar como Wild Bill Hickok en Frontier Scout. La película, estrenada en 1938, tuvo éxito, y sirvió para dar a conocer a Houston entre otras compañías. Ese mismo año hizo un pequeño papel en Blockade, con Henry Fonda y Madeleine Carroll, aunque en los créditos figuraba como "George Byron". En 1937 intervino en Maria Walewska.
En 1940, tras varios proyectos fallidos, Grand National Pictures tenía problemas económicos, abandonando el negocio poco después. Antes de ello, Houston había empezado a trabajar con una nueva compañía, Producers Distribution Corp., teniendo previsto interpretar a Billy the Kid en una serie de ocho filmes. Sin embargo, finalmente Bob Steele hizo el papel en seis episodios, siendo posteriormente reemplazado por Buster Crabbe. A pesar de ello, Producers Distribution dio a Houston su propia serie cinematográfica. En total rodó once filmes centrados en su personaje, "The Lone Rider". Al St. John interpretó a su adlátere en todos ellos. Sin embargo, a finales de 1942 Houston fue reemplazado por el veterano actor Robert Livingston. St. John y el actor Dennis Moore permanecieron en la serie. 
Entonces, Houston volvió al canto, pero falleció inesperadamente el 12 de noviembre de 1944 en Los Ángeles, California, a causa de un infarto agudo de miocardio. Su esposa, la actriz Virginia Card, en ese momento estaba trabajando en el éxito de Broadway Oklahoma!. Houston estaba preparando, antes de morir, una gira nacional con su compañía de ópera. Fue enterrado en el Cementerio Evergreen en Hillside, Nueva Jersey.